# Guijuelo
Guijuelo is een gemeente in de Spaanse provincie Salamanca in de regio Castilië en León met een oppervlakte van 63,23 km². Guijuelo telt 5.630 inwoners (1 januari 2016).

## Demografische ontwikkeling
Bron: INE, 1857-2011: volkstellingen
Opm.: In 1974 werden de gemeenten Aldeavieja de Tormes, Cabezuela de Salvatierra, Campillo de Salvatierra, Fuentes de Béjar, Nava de Béjar en Palacios de Salvatierra aangehecht; in 1982 werden Aldeavieja de Tormes en Nava de Béjar opnieuw zelfstandige gemeenten